# Пантавх
Пантавх (др.-греч. Πάνταυχος) — участник походов Александра Македонского, военачальник Деметрия I Полиоркета, раненный в 289 году до н. э. во время поединка с эпирским царём Пирром. Историки отмечают, что, возможно, участник походов Александра Македонского и военачальник Деметрия Полиоркета были тёзками, а не одним человеком.

## Биография
Пантавх, сын Николая, из Алора, упомянут Аррианом среди других триерархов флота Александра Македонского на Гидаспе в 326 году до н. э. во время Индийского похода. С большой долей вероятности, он был братом Аминты, сына Николая из Алора, которого Александр около 328 года до н. э. назначил сатрапом Бактрии.
По мнению У. Смита, несмотря на единичность такого упоминания в контексте описания походов Александра Пантавх явно заслужил репутацию и как способного полководца, и как воина, обладающего большой физической силой и храбростью. Эти качества обеспечили ему высокое положение при Деметрии Полиоркете. Г. Берве, Ю. Н. Кузьмин и В. Хеккель хотя и допускали возможность такого отождествления, но считали его недоказуемым. Г. Берве отмечал, что временной лаг между событиями (326 и 289 годы до н. э.), при описании которых упомянут Пантавх, слишком велик. По мнению В. Хеккеля, Пантавх-триерарх Александра родился не позже 350-х годов до н. э. К 289 году до н. э. он был бы достаточно стар, чтобы участвовать в поединке с 30-летним Пирром. Ю. Н. Кузьмин со ссылкой на труды П. Пасхидиса отмечал, что имя «Пантавх» хоть и не было таким же распространённым в македонском ономастиконе как «Аминта» и «Александр», не являлось уникальным. Соответственно, вероятность того, что Пантавх-триерарх Александра и Пантавх-военачальник Деметрия Полиоркета были разными людьми достаточно высока. Ч. Эдсон высказал гипотезу о том, что династия Антигонидов, к которой принадлежал Деметрий Полиоркет, происходила из Берои. Ю. Н. Кузьмин отмечал, что в Берое в эллинистический период зафиксировано несколько Пантавхов. На этом основании историк предположил, что Пантавх-военачальник Деметрия Полиоркета мог также родиться в Берое, что исключает его идентичность с Пантавхом-триерархом Александра из Алора, и быть дальним родственником Антигонидов. А. Татаки полностью исключал идентичность Пантавха-триерарха Александра и Пантавха-военачальника Деметрия Полиоркета.
Следующее упоминание Пантавха относится к событиям весны 289 года до н. э. Деметрий Полиоркет оставил в ранее захваченной Этолии большое войско под командованием Пантавха, а сам выступил с походом в Эпир. Царь Эпира Пирр, в свою очередь отправился к нему навстречу. Оба военачальника сбились с пути и, вместо того чтобы сразиться друг с другом, оказались во владениях соперника. В то время когда войско Деметрия Полиоркета грабило Эпир, состоялось сражение в центральной Этолии между Пантавхом и Пирром. Во время ожесточённого боя, когда ни одно войско не могло одержать победу над соперником, согласно Плутарху, «Пантавх, с которым, по общему признанию, ни один из военачальников Деметрия не мог сравниться ни храбростью, ни силой, ни крепостью тела, с присущей ему дерзостью и высокомерием вызвал Пирра на поединок, а тот, не желая никому из царей уступать в мужестве … прошёл через первый ряд своих воинов и выступил навстречу Пантавху». Во время поединка Пантавх ранил противника, однако, получив удар в бедро и в шею, оказался при смерти. Тут вмешались друзья Пантавха, которые вынесли тело своего военачальника с поля боя. Со слов Плутарха, ободрённые эпироты после победы своего царя прорвали строй македонян, многих из них убили и захватили в плен пять тысяч воинов. Поражение Пантавха имело большой моральный эффект, существенно повысив у современников статус Пирра в качестве отважного царя и воина. Авторитет Деметрия, напротив, упал, а в его поступках стали видеть лишь «попытки подражания Александру Македонскому».
Дальнейшая судьба Пантавха — умер ли он от полученных ран или выжил — неизвестна, но в исторических источниках его имя более не упоминается. Не исключено, что потомки Пантавха, засвидетельствованные литературными и эпиграфическими источниками в III—II веках до н. э., жили в Берое.